# Villa Herran
Koordinaten: 48° 52′ N, 2° 17′ O
Die Villa Herran ist ein 100 Meter langer und 6 Meter breiter Privatweg einer Wohnsiedlung im Quartier de la Porte-Dauphine des 16. Arrondissements von Paris.

## Lage
Der Eingang befindet sich bei Nummer 81 der Rue de la Pompe.

## Namensursprung
Die Privatstraße wird nach dem Grundstückseigentümer, Monsieur Herran, benannt, das an die Rue Herran grenzte.

## Geschichte
Die erstmalige Bebauung des Grundstücks erfolgte 1867 im Auftrag des Eigentümers, M. Herran, nach dem sowohl die heutige Wohnsiedlung als auch die einst an sein Grundstück grenzende Straße, die Rue Herran, benannt sind. Auf dem Anwesen residierte in den 1870er Jahren der Rechtsanwalt und Politiker Adolphe Crémieux (1796–1880), der nach der Julirevolution 1848 Justizminister der französischen Übergangsregierung war.